# 畜牧業的巨大陰影
《畜牧業的巨大陰影：環境問題與選擇》（英語：Livestock's Long Shadow: Environmental Issues and Options）是由聯合國糧食及農業組織（FAO）在2006年11月29日所提出的報告書，其內容旨在全面評估畜牧業對於環境的衝擊，並尋求技術上與政策上可能的減緩方法。

## 內容
這項評估報告是根據近期可取之最完整資料所提出的，內容包括畜牧業所造成的直接衝擊，以及飼養牲口所需糧食農業的次要影響。這項報告指出畜牧產業是目前不論是在區域或全球範疇，對環境生態造成重大傷害的前三大原因之一。因此這項報告認為，若執政者有心要解決土地退化、氣候變遷、空氣汙染、水資源短缺、水汙染與生物多樣性喪失等問題，畜牧產業應是目前政策所應該聚焦的核心。
根據這項報告的結果，聯合國糧食及農業組織高級官員Henning Steinfeld博士指出肉食產業是當今嚴重環境問題的最大始作俑者，而且必須採取迫切的行動去修正這樣的狀況。
該報告書使用了生命週期評估的方法學，其結果顯示：「畜牧活動佔了全球18%的溫室氣體排放量。」溫室氣體的排放主要源自於飼料生產（如化學肥料生產線、種植飼料作物而砍伐森林、飼料的運輸、以及種植飼料後土壤的有機質流失等）、動物生產（如飼料經腸胃道發酵過後產生的排泄物中含有甲烷和氮氧化物）以及運送這些動物產品過程當中所產生的廢氣。這份報告書經分析後估計畜牧活動貢獻了總人為產生的二氧化碳約9%、甲烷37%和氮氧化物65%。另外在動物食品的生產線上，主要的氣體排放來源包括了以下幾點：
- 土地的使用與耕作習慣的轉變：在新熱帶界的森林與其他天然植被，由牧場與飼料作物所取代，導致二氧化碳與碳化物由生產飼料的可畊地與牧場中所釋放出來，造成2.5千兆噸二氧化碳當量的排放量。
- 飼料生產（不包括從土壤中釋放的碳排放）：在製造化學肥料的過程中所使用的化石燃料、化學肥料本身的使用以及豆科飼料作物（一氧化二氮、氨），造成約0.4千兆噸二氧化碳當量的排放量。
- 動物生產：包括來自反芻動物的腸道發酵（甲烷）與農場的化石燃料使用（二氧化碳），造成1.9千兆噸二氧化碳當量的排放量。
- 排泄物處理：主要是動物排泄物的堆積、加工應用與掩埋，造成2.2千兆噸二氧化碳當量的排放量。
- 生產加工過程與跨國運輸：造成0.03千兆噸二氧化碳當量的排放量。

## 引用此报告書的相關文獻
该报告是瑪麗安·蒂姆（Marianne Thieme）在2007年所拍攝的纪录片 《面對肉類的真相》中主要的科学依據。
其內容还经常被另一个纪录片 《奶牛陰謀 》（2014）作為科學依據所引用。

## 其它參考
- 純素主義
- 素食主義
- 奶牛陰謀

## 外部連結
- . Food and Agriculture Organisation. 2006  [2017-04-10]. ISBN 92-5-105571-8. （原始内容存档于2008-07-26）.
- Global Warming: Meat The Truth. http://www.GlobeTransformer.org.
- Animal Ag’s Role in Greenhouse Gas Production[永久], a webcast by the Livestock and Poultry Environmental Learning Center.
- UN urges global move to meat and dairy-free diet（页面存档备份，存于）, The Guardian, June 2010